# Lasiodora boliviana
Lasiodora boliviana är en spindelart som först beskrevs av Simon 1892.  Lasiodora boliviana ingår i släktet Lasiodora och familjen fågelspindlar.
Artens utbredningsområde är Bolivia. Inga underarter finns listade i Catalogue of Life.